# Appenzeller (kaas)
Appenzeller is een kaas die wordt geproduceerd in het Appenzeller-land in het noordoosten van Zwitserland. De kaas wordt voornamelijk geproduceerd in de kantons Appenzell Innerrhoden en Appenzell Ausserrhoden en in delen van de kantons Sankt Gallen en Thurgau. De koemelk waarmee de kaas wordt gemaakt komt voornamelijk uit de streek rond de berg de Säntis.
De kaas werd al in de middeleeuwen geproduceerd en 700 jaar geleden voor het eerst genoemd. Tegenwoordig wordt de kaas beschermd onder de naam Appenzeller Switzerland. Hoewel veel voor de export geproduceerd wordt, zijn in veel dorpen varianten beschikbaar met ieder een eigen smaak.
De rijping van de kaas duurt minimaal drie maanden. Gedurende deze periode wordt de kaas meermaals met de zogenaamde Kräutersulz behandeld. Dit is een kruidenmengsel waarvan het recept nog altijd streng geheim is.
De Appenzeller-kaas is veelzijdig, ze kan als tafelkaas gegeten worden, maar ook worden gebruikt bij het maken van warme gerechten. Mildere types kunnen worden gebruikt bij fondue of raclette.